# Polemus galeatus
Polemus galeatus är en spindelart som beskrevs av Simon 1902. Polemus galeatus ingår i släktet Polemus och familjen hoppspindlar. Inga underarter finns listade i Catalogue of Life.